# M. Night Shyamalan Foundation
Pour les articles homonymes, voir Shyamalan.
La M. Night Shyamalan Foundation, également appelée MNS Foundation a été créée en octobre 2001 par le réalisateur américain, M. Night Shyamalan, et sa femme, Bhavna, pour supporter des organisations et en programmant diverses activités autour de Philadelphie ayant pour but d'abaisser la pauvreté et les injustices sociales.
Elle se fonde sur la conviction que chaque individu a le droit de vivre avec des opportunités : « nous recherchons un monde où chaque vie humaine est valorisée, et où nous partageons la responsabilité de s'assurer que chaque individu est capable d'atteindre son plein potentiel ».
À sa création, la Foundation s'est concentrée sur l'amélioration des conditions de vie des défavorisés vivant à Philadelphie, dont nombre des subventions ont servi pour l'éducation et le logement. Plus récemment, les deux fondateurs se sont plus impliqués sur l'éducation publique en Amérique. La Foundation a également élargi sa visée à l'injustice sociale et à la pauvreté. Elle a lancé un projet fondé sur le développement économique d'une communauté pauvre de Nagpur (Inde).